# Paracanthonchus longicaudatus
Paracanthonchus longicaudatus är en rundmaskart. Paracanthonchus longicaudatus ingår i släktet Paracanthonchus, och familjen Cyatholaimidae. Arten är reproducerande i Sverige.